# Fiorenzuolas sexdagars

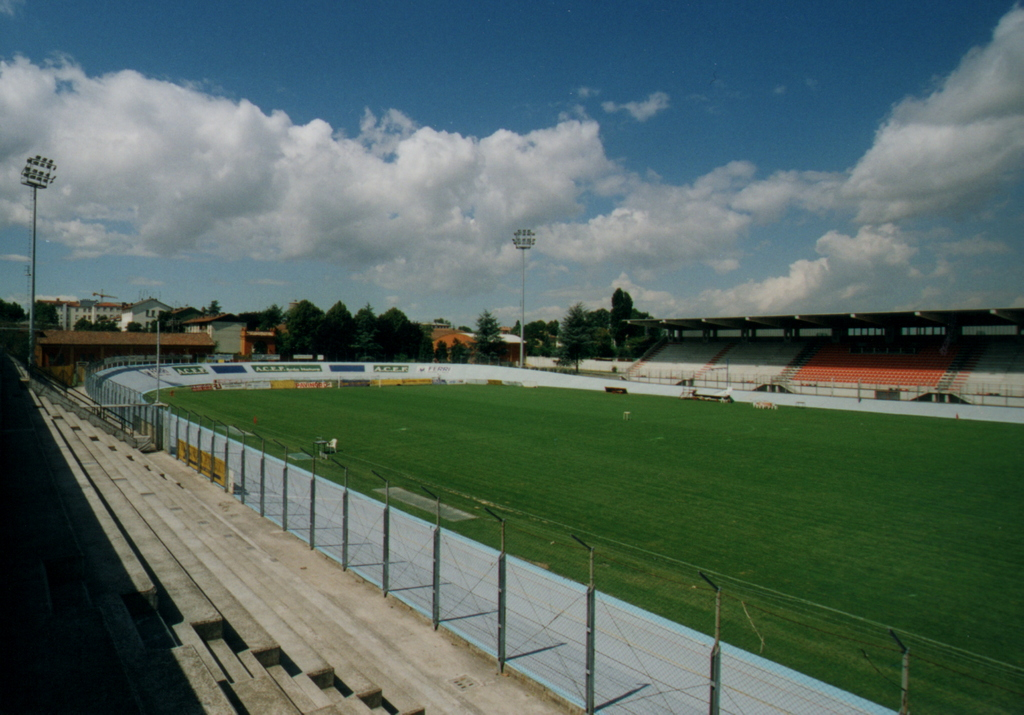
Stadio comunale - velodromo Attilio Pavesi 2012

Fiorenzuolas sexdagars, på italienska även kallat Sei giorni delle Rose ("Rosornas sexdagars"), är ett italienskt sexdagarslopp som avhållits årligen sedan 1998. Det körs på utomhusvelodromen Stadio comunale - velodromo Attilio Pavesi i Fiorenzuola d'Arda, en fotbollsstadion som 1929 försågs med en betongvelodrom (på 1970-talet lades ny banbeläggning och cykeltävlingar började återigen hållas där), vilken 2008 uppkallades efter Attilio Pavesi. Loppet går vanligen i juli på den 394 meter långa banan.. 2011 och 2020 utgick en av dagarna på grund av väderförhållandena, medan själva madison-disciplinen (som är vad sexdagarslopp i grunden handlar om) sedan 2021 avgörs som en tredagarstävling inom sex tävlingsdagar totalt.
Flest segrar, fem stycken, har schweizaren Franco Marvulli.

## Podieplaceringar
| År   | Vinnare                             | Tvåa                             | Trea                                 |
| 1998 | Giovanni Lombardi Bruno Risi        | Adriano Baffi Marco Villa        | Gerd Dörich Carsten Wolf             |
| 1999 | Mario Cipollini Andrea Collinelli   | Kurt Betschart Bruno Risi        | Giovanni Lombardi Silvio Martinello  |
| 2000 | Andrea Collinelli Silvio Martinello | Ivan Quaranta Marco Villa        | Kurt Betschart Bruno Risi            |
| 2001 | Ivan Quaranta Marco Villa           | Stefan Steinweg Erik Weispfennig | Giovanni Lombardi Scott McGrory      |
| 2002 | Matthew Gilmore Scott McGrory       | Giovanni Lombardi Bruno Risi     | Ivan Quaranta Marco Villa            |
| 2003 | Juan Curuchet Giovanni Lombardi     | Matthew Gilmore Scott McGrory    | Devid Garbelli Marco Villa           |
| 2004 | Giovanni Lombardi Samuele Marzoli   | Iljo Keisse Franco Marvulli      | Ivan Quaranta Marco Villa            |
| 2005 | Matthew Gilmore Iljo Keisse         | Samuele Marzoli Marco Villa      | Juan Curuchet Walter Pérez           |
| 2006 | Franco Marvulli Marco Villa         | Marc Hester Samuele Marzoli      | Sebastián Donadio Mauro Abel Richeze |
| 2007 | Franco Marvulli Bruno Risi          | Juan Curuchet Walter Pérez       | Joan Llaneras Marco Villa            |
| 2008 | Franco Marvulli Bruno Risi          | Kenny De Ketele Iljo Keisse      | Robert Slippens Danny Stam           |
| 2009 | Alexander Aeschbach Franco Marvulli | Jacopo Guarnieri Bruno Risi      | Alois Kaňkovský Petr Lazar           |
| 2010 | Michael Mørkøv Alex Rasmussen       | Franco Marvulli Walter Pérez     | Jacopo Guarnieri Danny Stam          |
| 2011 | Jacopo Guarnieri Elia Viviani       | Leif Lampater Franco Marvulli    | Martin Bláha Jiří Hochmann           |

| År   | Vinnare                            | Tvåa                                 | Trea                                |
| 2012 | Franco Marvulli Tristan Marguet    | Milan Kadlec Alois Kaňkovský         | Vojtěch Hačecký Jiří Hochmann       |
| 2013 | Shane Archbold Dylan Kennett       | Ievgueni Kovalev Ivan Kovalev        | Tristan Marguet Loïc Perizzolo      |
| 2014 | Alex Buttazzoni Marco Coledan      | Olivier Beer Tristan Marguet         | Nikolay Zhurkin Ivan Kovalev        |
| 2015 | Alex Buttazzoni Elia Viviani       | Michele Scartezzini Francesco Lamon  | Jan Dostál Ondřej Vendolský         |
| 2016 | Michele Scartezzini Elia Viviani   | Morgan Kneisky Benjamin Thomas       | Tristan Marguet Gaël Suter          |
| 2017 | Morgan Kneisky Benjamin Thomas     | Tristan Marguet Théry Schir          | Lukem Lichnovsky Christos Volikakis |
| 2018 | Liam Bertazzo Francesco Lamon      | Tristan Marguet Théry Schir          | Yauheni Akhramenka Raman Tsishkou   |
| 2019 | Davide Plebani Michele Scartezzini | Chrístos Volikákis Zafíris Volikákis | Vitaliy Hryniv Roman Gladysh        |
| 2020 | Davide Plebani Stefano Moro        | Francesco Lamon Michele Scartezzini  | Jan-Willem van Schip Yoeri Havik    |
| 2021 | Benjamin Thomas Donavan Grondin    | Elia Viviani Simone Consonni         | Tristan Marguet Théry Schir         |
| 2022 | Filippo Ganna Michele Scartezzini  | Mateusz Rudyk Daniel Staniszewski    | Matteo Donegà Stefano Moro          |
| 2023 | Elia Viviani Michele Scartezzini   | Liam Walsh Peter Moore               | Lev Gonov · Ivan Smirnov            |
| 2024 | Lev Gonov · Ivan Smirnov           | Viktor Bugaenko · Daniil Zarakovskiy | Davide Boscaro Michele Scartezzini  |